# 1732 Heike
1732 Heike (1943 EY) là một tiểu hành tinh vành đai chính được phát hiện ngày 9 tháng 3 năm 1943 bởi Reinmuth, K. ở Heidelberg.